# Esther Williams
Esther Jane Williams (Inglewood, California; 8 de agosto de 1921 - Beverly Hills, California; 6 de junio de 2013)fue una actriz estadounidense famosa por sus películas musicales con espectáculos acuáticos. Gracias a su espectacular figura y singular carisma fue una de las estrellas más populares de la era dorada de la productora cinematográfica Metro Goldwyn Mayer.

## Vida y trayectoria
Esther Williams fue nadadora especialista en natación sincronizada, y habría participado en los Juegos Olímpicos de Helsinki 1940 de no haberse suspendido por la Segunda Guerra Mundial. Acabado el sueño olímpico, Esther Williams se decidió por el espectáculo, y comenzó a realizar presentaciones con el también nadador Johnny Weissmüller, famoso, además de por sus éxitos olímpicos, por sus películas de Tarzán. Pero fue trabajando como modelo cuando llamó la atención a un productor de la Metro-Goldwyn-Mayer, quien le propuso sumarse a la compañía.

## Cine
Su primera película es de 1942, protagonizada por Mickey Rooney, en donde la bellísima Esther realiza un pequeño papel. Dos años más tarde haría su espectacular entrada como gran estrella con la película Escuela de sirenas, de George Sidney, lujoso musical de la Metro, donde colaboraba el músico Xavier Cugat y su orquesta, el barítono colombiano Carlos Julio Ramírez y el comediante Red Skelton. A partir de esta película recibiría el sobrenombre de «Sirena de América», ocurrencia de su compañero de la Metro Clark Gable.

## Musical acuático

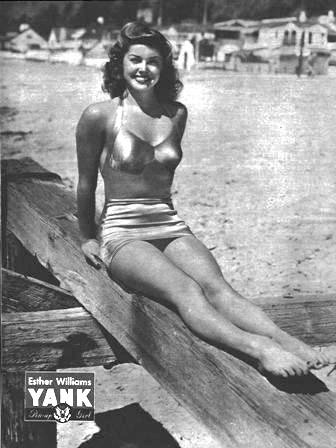
Esther Williams en 1945.

Su estrella creció de tal modo que se creó un subgénero dentro del musical, el musical acuático, especialmente para ella. A las órdenes del prolífico director Richard Thorpe, protagonizaría Juego de pasiones, Fiesta, junto a Ricardo Montalbán, John Carroll, Fortunio Bonanova y Cyd Charisse; y, En una isla contigo, también junto a Ricardo Montalbán, y con Jimmy Durante, Peter Lawford y Xavier Cugat y su orquesta. En 1949 finalizaría la década con La hija de Neptuno de Edward Buzzell.
En 1945 se casó con Ben Gage, de cuya unión nacieron sus tres hijos, Benjamin, Kendrall y Susan. Se divorciaron en 1959.

## Nuevos caminos
Comenzó los años cincuenta con los mismos éxitos de la década anterior, siendo sus películas más destacadas de esta década Serenata en el valle del sol de Robert Z. Leonard, La primera sirena de Mervyn LeRoy —donde compartía protagonismo con  Victor Mature— Dangerous When Wet (Peligrosa cuando se moja), de Charles Walters, en una increíble escena acuática junto a Tom y Jerry; y La preferida de Neptuno de George Sidney. Estos papeles la encasillaron en papeles relacionados con la natación y no podía salirse de ellos. Williams deseaba tener papeles de corte dramático. pero el público de entonces no asimilaba a Esther Williams actuando en ellos.
A mediados de la década de los cincuenta su estrellato empezó a declinar y rompió su contrato con la Metro y comenzó una carrera como actriz independiente, en la que no recuperó el éxito pasado; de esta época destacan sus películas Sombras de la noche, de Harry Keller, Momento inesperado, película de corte dramático, junto a George Nader, John Saxon, Edward Andrews y Edward Platt, El gran espectáculo, de James B. Clark, con Cliff Robertson como coprotagonista. 
Volvió, no obstante, a recuperar su fama cuando se casó por tercera vez con el actor argentino Fernando Lamas, con quien estuvo casada hasta la muerte del galán en 1982. Según confesó más tarde, abandonó el cine en el pináculo de su carrera a instancias de su esposo.
Williams se dedicó entonces a vender piscinas con marca registrada de su nombre, trajes de baño y una línea de productos relacionados con la natación. Williams siguió practicando la natación hasta los 90 años de edad.
Fue una de más hermosas estrellas de Hollywood de todos los tiempos.

Nadar es el único deporte que puedes practicar desde tu primer baño hasta el último de tu vida y sin lesiones

## Fallecimiento
Murió mientras dormía por causas naturales a causa de su avanzada edad el 6 de junio de 2013 a los 91 años en su casa de Beverly Hills. La actriz había experimentado un progresivo deterioro de su salud en los últimos años y estaba confinada en una silla de ruedas a causa de una caída.

## Filmografía
- Andy Hardy's Double Life 1942
- Dos en el cielo 1943
- Bathing Beauty (Escuela de sirenas) 1944
- Thrill of a Romance 1945
- Ziegfeld Follies 1946
- The Hoodlum Saint 1946
- Easy to Wed 1946
- Till the Clouds Roll By 1946
- Fiesta 1947
- This Time for Keeps 1947
- On an Island with You 1948
- Take Me Out to the Ball Game 1949
- Neptune's Daughter 1949
- Duchess of Idaho 1950
- Pagan Love Song 1950
- Texas Carnival 1951
- Callaway Went Thataway 1951
- Skirts Ahoy! 1952
- Million Dollar Mermaid 1952
- Dangerous When Wet 1953
- Easy to Love 1953
- Jupiter's Darling 1955
- The Unguarded Moment 1956
- Raw Wind in Eden 1958
- The Big Show 1961
- Magic Fountain 1963
- That's Entertainment! III 1994

Cortometrajes
- Personalities 1942
- Inflation 1942
- Some of the Best 1949
- 1955 Motion Picture Theatre Celebration 1955
- Screen Snapshots: Hollywood, City of Stars 1956